# 김종필 (1967년)
김종필(한국 한자: 金宗弼, 1967년 11월 11일 ~ )은 대한민국의 전직 축구 선수 겸 현직 축구 감독이다. 유공 코끼리, 삼익악기 축구단, 대우 로얄즈에서 활약하였다.
이후에는 동국대학교 축구부 감독을 거쳐 용인시청 축구단의 감독을 맡았었다.